# Jan Holý
Jan Holý (* 11. března 1995) je český lední hokejista hrající na pozici obránce.

## Život
S hokejem začínal v klubu HC Plzeň, za který nastupoval i v mládežnických a juniorských kategoriích. Během sezóny 2013/2014 prvně nastoupil i za mužský výběr tohoto klubu, a to na jedno utkání v české nejvyšší soutěži. V následujících třech ročnících vždy nastupoval za juniorský výběr Plzně a vedle toho ještě za muže celku HC Klatovy, kteří hrají třetí nejvyšší soutěž v České republice. V průběhu sezóny 2015/2016 odehrál ještě osm zápasů za muže Plzně. Na začátku října 2016 odešel z Plzně na střídavý start do klubu HC Slavia Praha.
Během sezóny 2012/2013 nastoupil Holý k sedmi zápasům za českou hokejovou reprezentaci do 18 let, za níž vstřelil i jeden gól.

## Statistiky – základní část
| Sezóna    | Tým                   | Liga        | Z  | G | A  | B  | TM |
| --------- | --------------------- | ----------- | -- | - | -- | -- | -- |
| 2013/2014 | HC Škoda Plzeň        | ELH         | 1  | 0 | 0  | 0  | 4  |
| 2013/2014 | HC Klatovy            | 2. liga     | 2  | 1 | 0  | 1  | 0  |
| 2014/2015 | HC Klatovy            | 2. liga     | 6  | 0 | 4  | 4  | 4  |
| 2015/2016 | HC Škoda Plzeň        | ELH         | 8  | 0 | 0  | 0  | 4  |
| 2015/2016 | HC Klatovy            | 2. liga     | 27 | 3 | 20 | 23 | 41 |
| 2016/2017 | HC Škoda Plzeň        | ELH         | 2  | 0 | 0  | 0  | 0  |
| 2016/2017 | HC Klatovy            | 2. liga     | 5  | 1 | 4  | 5  | 4  |
| 2016/2017 | HC Slavia Praha       | WSM liga    | 39 | 5 | 8  | 13 | 18 |
| 2017/2018 | HC Škoda Plzeň        | ELH         | 2  | 0 | 0  | 0  | 0  |
| 2017/2018 | HC Slavia Praha       | Chance liga | 41 | 3 | 9  | 12 | 24 |
| 2018/2019 | SK Kadaň              | Chance liga | 16 | 1 | 5  | 6  | 6  |
| 2018/2019 | HC Dukla Jihlava      | Chance liga | 27 | 5 | 15 | 20 | 8  |
| 2019/2020 | HC Dukla Jihlava      | Chance liga | 57 | 9 | 9  | 18 | 24 |
| 2020/2021 | HC Stadion Litoměřice | Chance liga | 33 | 4 | 17 | 21 | 24 |
| 2021/2022 | HC Stadion Litoměřice | Chance liga | 43 | 2 | 25 | 27 | 32 |
| 2021/2022 | HC Škoda Plzeň        | ELH         | 9  | 0 | 1  | 1  | 2  |
| 2022/2023 | HC Stadion Litoměřice | Chance liga | 45 | 7 | 20 | 27 | 20 |
| 2023/2024 | HC Slavia Praha       | Chance liga | 55 | 4 | 15 | 19 | 20 |
| 2024/2025 | HC Slavia Praha       | Maxa liga   |    |   |    |    |    |